# بیلی نیل (بازیکن فوتبال، زاده ۱۹۴۴)
بیلی نیل (انگلیسی: Billy Neil؛ زادهٔ ۱۰ نوامبر ۱۹۴۴) بازیکن فوتبال اهل بریتانیا است.
از باشگاه‌هایی که در آن بازی کرده‌است می‌توان به باشگاه فوتبال میلوال اشاره کرد.